# 12월의 캥거루
'12월의 캥거루'(12月のカンガルー 주니가츠노 캉가루[*])는 SKE48의 16번째 싱글이다.

## 개요
전작 '서투른 태양'으로부터 약 5개월 만의 싱글이다.
2014년 10월 4일에 열린 극장 데뷔 6주년 기념 전야제에서 발매가 발표되었다.
표제곡 '12월의 캥거루'는 2014년 11월 2일에 나고야 국제 회의장에서 열린 콘서트 "SKE48 리퀘스트 아워 세트리스트 베스트 242~1위는? 최하위는? 곡 오시 집합!~"에서 선발 멤버 발표와 함께 첫 피로되었다.

## 수록곡

### TYPE-A
자켓 사진 (초회 한정반 표지):아즈마 리온·오오야 마사나·키타가와 료하·후타무라 하루카·마츠이 쥬리나·미야마에 아미·미야자와 사에·야마우치 스즈란·와타나베 미유키
자켓 사진 (통상반 표지):키타가와 료하·미야마에 아미
CD
1. 12月のカンガルー / 12월의 캥거루
(작사: 아키모토 야스시 / 작곡: 토야마 다이스케 / 편곡: 이쿠타 마신)
2. 消えない炎 / 꺼지지 않는 불꽃 - 팀S
(작사: 아키모토 야스시 / 작곡: FURUTA, Lilcom / 편곡: Lilcom)
3. I love AICHI - 아이치 토요타 선발
(작사: 아키모토 야스시 / 작곡: 타무라 신지 / 편곡: 이타가키 유스케)
4. 12月のカンガルー off vocal ver.
5. 消えない炎 off vocal ver.
6. I love AICHI off vocal ver.

DVD
1. 12月のカンガルー Music Video
2. 消えない炎 Music Video
3. 특전 영상 'SKE48 종신 명예 연구생 / AKB48 그룹 연구생회 회장 마츠무라 카오리~마츠무라 카오리적 아이돌의 사랑법~ documentary movie'

### TYPE-B
자켓 사진 (초회 한정반 표지):오오바 미나·소다 사리나·타카야나기 아카네·후루카와 아이리·후루하타 나오·야마다 나나
자켓 사진 (통상반 표지):아즈마 리온·오오야 마사나·타카야나기 아카네·후루하타 나오·마츠이 쥬리나·야마다 나나
CD
1. 12月のカンガルー / 12월의 캥거루
2. DA DA マシンガン / DA DA 머신 건 - 팀KII
(작사: 아키모토 야스시 / 작곡·편곡: 와타나베 사토시)
3. I love AICHI - 아이치 토요타 선발
4. 12月のカンガルー off vocal ver.
5. DA DA マシンガン off vocal ver.
6. I love AICHI off vocal ver.

DVD
1. 12月のカンガルー Music Video
2. DA DA マシンガン Music Video
3. 특전 영상 '극장 데뷔 6주년 특별 공연 (2014.10.05) -전편- live movie'

### TYPE-C
자켓 사진 (초회 한정반 표지):이와나가 츠구미·키모토 카논·사토 스미레·시바타 아야·스다 아카리·타니 마리카·마츠이 레나
자켓 사진 (통상반 표지):이와나가 츠구미·키모토 카논·스다 아카리·소다 사리나·타니 마리카·후타무라 하루카·마츠이 레나
CD
1. 12月のカンガルー / 12월의 캥거루
2. 青春カレーライス / 청춘 카레라이스 - 팀E
(작사: 아키모토 야스시 / 작곡: 오오가미 료코 / 편곡: 노나카 “마사” 유이치)
3. I love AICHI - 아이치 토요타 선발
4. 12月のカンガルー off vocal ver.
5. 青春カレーライス off vocal ver.
6. I love AICHI off vocal ver.

DVD
1. 12月のカンガルー Music Video
2. 青春カレーライス Music Video
3. 특전 영상 '극장 데뷔 6주년 특별 공연 (2014.10.05) -중편- live movie'

### TYPE-D
자켓 사진 (초회 한정반 표지):'12월의 캥거루' 선발 멤버 22명
자켓 사진 (통상반 표지):오오바 미나·사토 스미레·시바타 아야카·후루카와 아이리·미야자와 사에·야마우치 스즈란·와타나베 미유키
CD
1. 12月のカンガルー / 12월의 캥거루
2. 愛のルール / 사랑의 룰 - 포카드
(작사: 아키모토 야스시 / 작곡: 우에다 코지 / 편곡: 노나카 “마사” 유이치)
3. I love AICHI - 아이치 토요타 선발
4. 12月のカンガルー off vocal ver.
5. 愛のルール off vocal ver.
6. I love AICHI off vocal ver.

DVD
1. 12月のカンガルー Music Video
2. 愛のルール Music Video
3. 특전 영상 '극장 데뷔 6주년 특별 공연 (2014.10.05) -후편- live movie'

### 극장반
자켓 사진 (표지):'12월의 캥거루' 선발 멤버 22명
CD
1. 12月のカンガルー / 12월의 캥거루
2. I love AICHI - 아이치 토요타 선발
3. SKE48 16th Single Medley
4. 12月のカンガルー off vocal ver.
5. I love AICHI off vocal ver.

## 선발 멤버

### 12월의 캥거루
(센터:키타가와 료하, 미야마에 아미)
- 아즈마 리온, 이와나가 츠구미, 오오바 미나, 오오야 마사나, 키타가와 료하, 키모토 카논, 사토 스미레, 시바타 아야, 스다 아카리, 소다 사리나, 타카야나기 아카네, 타니 마리카, 후타무라 하루카, 후루카와 아이리, 후루하타 나오, 마츠이 쥬리나, 마츠이 레나, 미야자와 사에, 미야마에 아미, 야마우치 스즈란, 야마다 나나, 와타나베 미유키

### 꺼지지 않는 불꽃
'Team S' 명의
(센터:마츠이 쥬리나)
- 아즈마 리온, 이누즈카 아사나, 오오야 마사나, 키타가와 료하, 고토 리사코, 사토 미에코, 타케우치 마이, 타나카 나츠미, 츠즈키 리카, 나카니시 유카, 노구치 유메, 후타무라 하루카, 마츠이 쥬리나, 마츠모토 치카코, 미야자와 사에, 미야마에 아미, 야카타 미키, 야마우치 스즈란, 와타나베 미유키

### I love AICHI
'아이치 토요타 선발' 명의
- 아즈마 리온, 키타가와 료하, 키모토 카논, 사토 스미레, 시바타 아야, 스다 아카리, 타카야나기 아카네, 타니 마리카, 후루하타 나오, 마츠이 쥬리나, 마츠이 레나, 미야자와 사에

### DADA 머신 건
'Team KII' 명의
(센터:타카야나기 아카네, 후루하타 나오)
- 아비루 리호, 아라이 유키, 이시다 안나, 우치야마 미코토, 에고 유나, 오오바 미나, 키타노 루카, 키노시타 유키코[주 1], 코도 사키, 소다 사리나, 타카기 유마나, 타카츠카 나츠키, 타카야나기 아카네, 히다카 유즈키, 후루카와 아이리, 후루하타 나오, 미즈노 호노카, 야마시타 유카리, 야마다 나나, 야마다 미즈호

### 청춘 카레라이스
'Team E' 명의
(센터:마츠이 레나)
- 이소하라 쿄카, 이치노 나루미, 이와나가 츠구미, 우메모토 마도카, 카토 루미, 키모토 카논, 쿠마자키 하루카, 코이시 쿠미코, 코바야시 아미, 사이토 마키코, 사카이 메이, 사토 스미레, 시바타 아야, 스다 아카리, 타카테라 사나, 타니 마리카, 후쿠시 나오, 마츠이 레나, 야마다 레이카

### 사랑의 룰
'포카드' 명의
(센터:타카야나기 아카네, 후루카와 아이리)
- 오오바 미나, 사토 스미레, 타카야나기 아카네, 후루카와 아이리

### 내용주
1. ↑  발매일 전인 2014년 11월에 SKE48를 졸업.

### 참조주
1. ↑  “W마츠이 환희의 눈물…SKE 첫 47도도부현 투어&영화 개봉 예정”. 《ORICON STYLE》. 2014년 10월 4일. 2014년 11월 2일에 확인함.
2. ↑  “SKE48 16th 싱글 발매 알림”. 2014년 10월 4일. 2014년 11월 2일에 원본 문서에서 보존된 문서. 2014년 11월 2일에 확인함.
3. ↑  “SKE48 16th 싱글 타이틀·선발 멤버 발표!”. 2014년 11월 2일. 2015년 1월 6일에 원본 문서에서 보존된 문서. 2014년 11월 2일에 확인함.